# C8
C8 a fost un canal de televiziune lansat de compania AMC Networks International Central Europe. Acesta a difuzat seriale pentru adolescenți. C8 a înlocuit postul Animax, la data de 1 aprilie 2014.
Postul MusicMix a fost lansat pe 24 noiembrie 2000 și închis la 19 martie 2015. 
Postul Action+ a fost lansat pe 15 noiembrie 2003 și închis pe 4 decembrie 2004. 
Postul A+ Anime a fost lansat pe 4 decembrie 2004 și închis la 2 iulie 2007.
Postul Animax a fost lansat pe 2 iulie 2007 și închis la 31 martie 2014.
C8 a fost lansat pe 1 aprilie 2014 în Ungaria, iar în România pe 5 mai 2014.

## C8 în România:
C8 a fost lansat în România pe 5 mai 2014, înlocuind canalul Animax la 1 aprilie 2014, C8 emitea în România în intervalul orar 20:00 - 02:00 (după încheierea canalului Minimax), programe selectate din celelalte posturi ale AMC Networks International Central Europe, printre care producții pentru copii, de bucătărie sau filme.
La data de 31 decembrie 2015, C8 își va înceta emisia în România, iar Minimax rulează acum 24 de ore în România.
Dar C8 continuă emisia in Ungaria, Republica Cehă și Slovacia dar mai târziu încetează.

## C8 în Ungaria, Cehia și Slovacia:
C8 a fost lansat în Ungaria, pe 1 aprilie 2014 și în Cehia și Slovacia pe 5 mai 2014, înlocuind canalul Animax la 1 aprilie 2014, C8 emitea în cele 3 țări în intervalul orar 20:00 - 02:00 (după încheierea canalului Minimax), programe selectate din celelalte posturi ale AMC Networks International Central Europe, printre care producții pentru copii, de bucătărie sau filme.
La data de 31 decembrie 2017, C8 își va înceta emisia în Ungaria, Cehia și Slovacia, iar Minimax rulează acum 24 de ore în cele 3 țări.

## Structura programului:
| Ora (CET/EET) | Seara zilei lucrătoare                  | Seara de weekend                        |
| ------------- | --------------------------------------- | --------------------------------------- |
| 20:00         | Programe pentru copii și tineret        | Programe pentru copii și tineret        |
| 21:00         | Filme și seriale TV                     |                                         |
| 21:00         | Filme și seriale TV                     | Sport                                   |
| 23:00         | Documentare, gastronomie, stil de viață | Documentare, gastronomie, stil de viață |
| 02:00         | Blocarea transmisiei                    | Blocarea transmisiei                    |